# Stefan Dękierowski
Stefan Dękierowski (ur. 16 kwietnia 1893 w Warszawie, zm. 21 grudnia 1975 tamże) – polski reżyser, realizator i operator filmowy, organizator Wytwórni Filmów Fabularnych w Warszawie.

## Życiorys

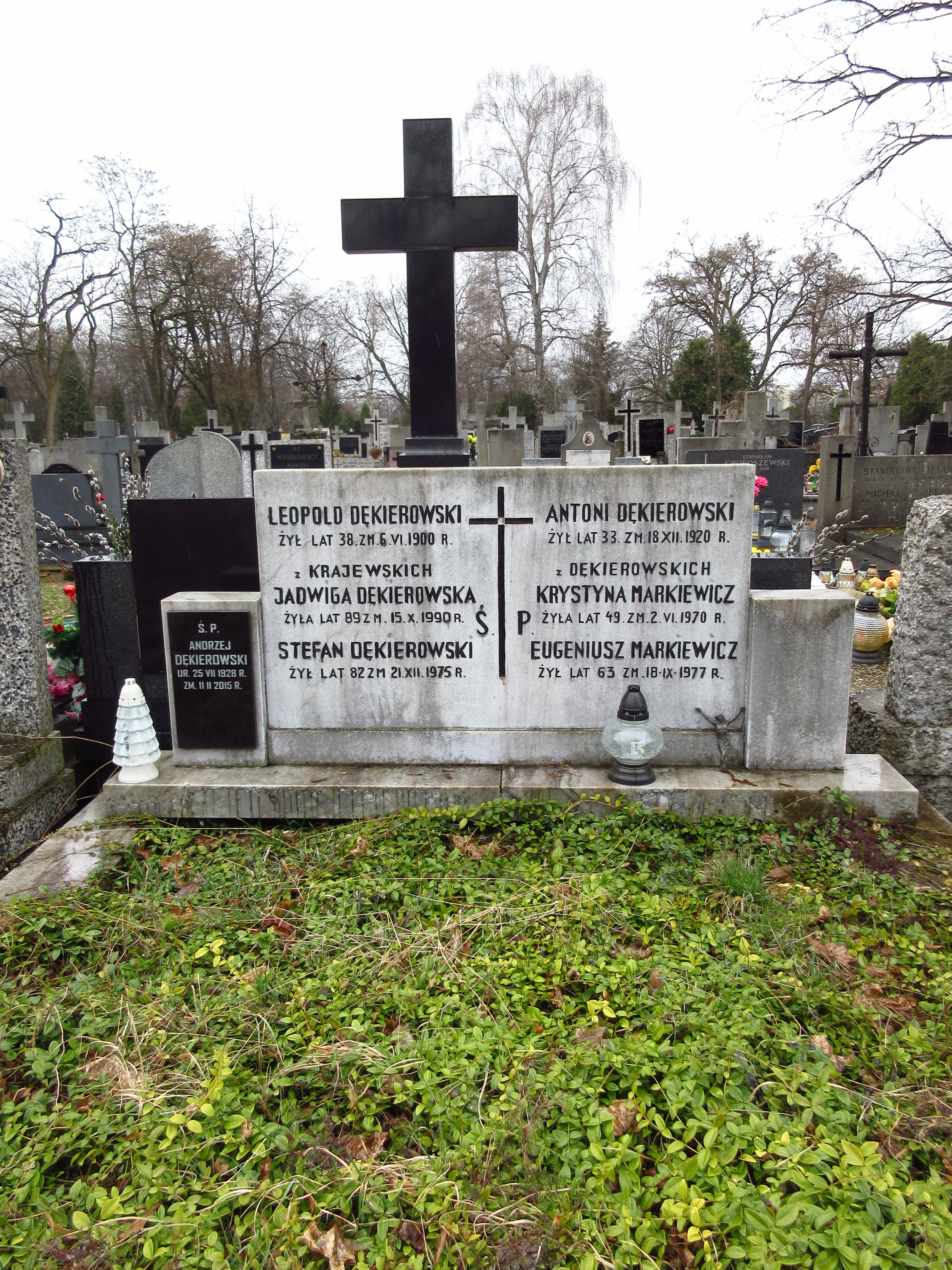
Grób Stefana Dękierowskiego na cmentarzu Bródnowskim

Syn Leopolda (ur. 1861) i Marianny z Kapińskich (ur. 1861). Pracy operatora uczył się w wytwórni filmowej „Sfinks”, gdzie w 1916 został zatrudniony na stanowisku laboranta. Posiadając już doświadczenie, był jednym ze współzałożycieli ośrodka produkcji filmowej „Falanga”, który w późniejszym czasie, posiadając własne atelier, zmienił nazwę na „Atelier i Laboratorium Falanga”. Ośrodek był znany, ponieważ właśnie w nim zrealizowano większość filmów powstałych w latach 30. XX w. Falanga działała do 1942, a Stefan Dękierowski poza pracą zawodową był aktywny w środowisku konspiracyjnym. Po powstaniu warszawskim przebywał w obozie przejściowym w Pruszkowie (Dulag 121).
W styczniu 1945 zainicjował powstanie Wytwórni Filmowej Wojska Polskiego, która w 1947 stała się Wytwórnią Filmów Fabularnych. Od drugiej połowy lat 50. XX w. pracował jako reżyser filmów popularnonaukowych. W 1970 przeszedł na emeryturę.
Był mężem Jadwigi z Krajewskich (1901–1990), ojcem Krystyny po mężu Markiewicz (1921–1970) i Andrzeja (1928–2015). Pochowany 24 grudnia 1974 na cmentarzu Bródnowskim (kwatera 48B-3-11). 

## Ordery i odznaczenia
- Złoty Krzyż Zasługi (11 lutego 1937)[4]
- Srebrny Krzyż Zasługi (22 stycznia 1946)[5]